# Вергухт, Франсуа
Франсуа Вергухт (нидерл. François Vergucht; 1887 или 30 декабря 1885, Гент или Сен-Жосс-тен-Ноде — 23 июня 1944, Гент) — бельгийский гребец, серебряный призёр летних Олимпийских игр 1908 года.
На Играх 1908 года в Лондоне Вергухт входил в состав бельгийского экипажа восьмёрок. Его команда, начав соревнование с полуфинала, вышла в финал, где уступила британской сборной и заняла в итоге второе место.
Вергухт выступал за Королевский гребной клуб Гента. С ним он дважды становился победителем Большого кубка вызова в 1907 и 1909 годах.